# Zerwany Most
Zerwany Most – uroczysko na terenie gminy Szczawnica, na prawym brzegu Dunajca. Przylega bezpośrednio do osiedla Piaski, należącego do Szczawnicy.
Nazwa odnosi się do nieistniejącego drewnianego mostu na Dunajcu, na drodze ze Szczawnicy do Krościenka nad Dunajcem. Most zbudowany w latach 1871–1872, został zniszczony (zerwany) 16 lipca 1934 w wyniku największej powodzi w Polsce lat międzywojennych. 

## Okolica
W pobliżu, na Piaskach, funkcjonowały dwa schroniska turystyczne Polskiego Towarzystwa Tatrzańskiego: „Na Piaskach” i „U Jacka Majerczaka”.